# Литовченко, Павел Фёдорович
Па́вел Фёдорович Лито́вченко (12 июля 1952, Терса, Сталинградская область — 20 февраля 2012) — советский легкоатлет, специалист по бегу на средние и короткие дистанции. Выступал за сборную СССР по лёгкой атлетике в 1970-х годах, обладатель серебряной медали Универсиады в Риме, многократный призёр первенств всесоюзного значения. Представлял Москву и спортивное общество «Спартак». Мастер спорта СССР. Заслуженный тренер СССР.

## Биография
Павел Литовченко родился 12 июля 1952 года в селе Терса Еланского района Сталинградской области.
Занимался лёгкой атлетикой под руководством заслуженного тренера СССР Якова Исааковича Ельянова, выступал за Москву и добровольное спортивное общество «Спартак».
Впервые заявил о себе на всесоюзном уровне в сезоне 1974 года, когда на чемпионате СССР в Москве выиграл серебряную медаль в беге на 800 метров. Попав в состав советской сборной, выступил на чемпионате Европы в Риме, где в той же дисциплине не смог преодолеть предварительный квалификационный этап.
В 1975 году с московской командой стал серебряным призёром в эстафете 4 × 400 метров на чемпионате страны в рамках VI летней Спартакиады народов СССР в Москве. Будучи студентом, представлял Советский Союз на Всемирной Универсиаде в Риме — в программе бега на 800 метров завоевал серебряную награду.
В 1976 году выиграл бег на 600 метров на зимнем чемпионате СССР в Москве, получил серебро на дистанции 800 метров на летнем чемпионате СССР в Киеве.
В 1977 году взял бронзу в дисциплине 400 метров на зимнем чемпионате СССР в Минске, дошёл до стадии полуфиналов в дисциплине 800 метров на чемпионате Европы в помещении в Сан-Себастьяне. На летнем чемпионате СССР в Москве стал бронзовым призёром в индивидуальном беге на 400 метров и серебряным призёром в эстафете 4 × 400 метров. Стартовал в тех же дисциплинах на Всемирной Универсиаде в Софии.
В 1978 году бежал 800 метров на чемпионате Европы в помещении в Милане, но в финал не вышел.
В 1979 году выиграл бронзовую медаль в беге на 800 метров на чемпионате страны в рамках VII летней Спартакиады народов СССР в Москве.
Окончил Московский областной государственный институт физической культуры (1980) и Высшую школу тренеров (1982), после чего работал тренером по бегу на средние дистанции в ЦСК ВДФСО профсоюзов (Москва). В 1987—1995 годах — тренер в сборных командах СССР и России. В 1996—2001 годах тренировал сборную Малайзии по лёгкой атлетике, его подопечные успешно выступали на Азиатских играх и других крупных международных стартах. Среди его учеников олимпийская чемпионка Лилия Нурутдинова (которая впоследствии вышла за него замуж), призёр Кубка мира и Универсиады Виктор Калинкин и др. За выдающиеся достижения на тренерском поприще удостоен почётного звания «Заслуженный тренер СССР» (1992).
Умер после тяжёлой и продолжительной болезни 20 февраля 2012 года в возрасте 59 лет. Похоронен на Прокшинском кладбище в Москве.